# Katajun Amirpur

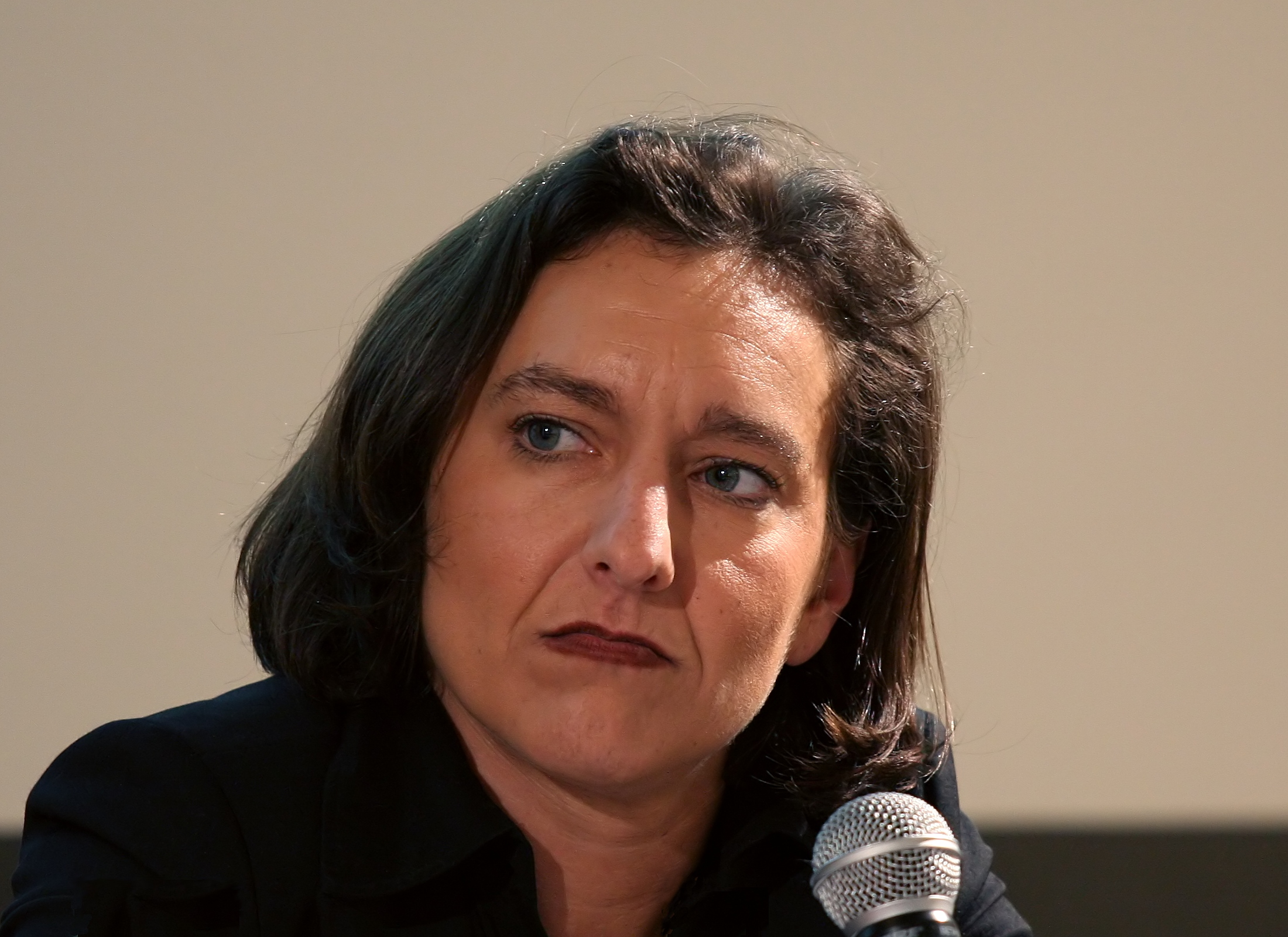
Katajun Amirpur (2009)

Katajun Amirpur (anhörenⓘ; persisch کتایون امیرپور, [kætɑjuːn ɛ æmiːɾˈpuːɾ], auch Katajun Amirpur Ahrandjani und Katajoun Amirpur; * 1971 in Köln) ist eine deutsch-iranische Professorin für Islamwissenschaft. Zuvor arbeitete sie auch als Journalistin.

## Leben
Katajun Amirpur ist Tochter einer Deutschen und eines Iraners. Ihr Vater Manutschehr Amirpur war iranischer Kulturattaché unter Schah Mohammad Reza Pahlavi. Katajun Amirpur studierte Islamwissenschaft und Politologie an der Rheinischen Friedrich-Wilhelms-Universität Bonn und schiitische Theologie in Teheran, der Hauptstadt Irans. Danach lehrte sie an der Freien Universität Berlin, der Otto-Friedrich-Universität Bamberg, der Universität Bonn und der Hochschule für Philosophie München.
Promoviert wurde sie im Jahr 2000 mit einer Dissertation über die schiitische Koranexegese (Abdolkarim Soruschs Denken und Wirkung in der Islamischen Republik Iran). Anschließend habilitierte sie sich mit einer Arbeit über den schiitischen Theologen und langjährigen Leiter des Islamischen Zentrums Hamburg, Mohammad Modschtahed Schabestari.
Von Februar 2010 bis 2011 war Amirpur Assistenzprofessorin für Moderne Islamische Welt an der Universität Zürich.  Im Mai 2011 wurde sie in den Herausgeberkreis der politisch-wissenschaftlichen Monatszeitschrift Blätter für deutsche und internationale Politik aufgenommen. Im Juni 2011 nahm sie einen Ruf auf die Professur Islamische Studien an der Universität Hamburg an.
Als freie Journalistin schreibt sie u. a. für die Süddeutsche Zeitung, taz und Die Zeit. 2012 delegierte sie die Hamburger SPD in die Bundesversammlung. Amirpur war stellvertretende Direktorin der Akademie der Weltreligionen (AWR) der Universität Hamburg.
Am 1. April 2018 übernahm Amirpur den Lehrstuhl für Islamwissenschaft mit dem Schwerpunkt Iran- und Schia-bezogene Studien an der Universität zu Köln.
Amirpur war bis 2020 mit dem Schriftsteller und Islamwissenschaftler Navid Kermani verheiratet, ist Mutter zweier Töchter und lebt in Köln.
Zum 1. April 2022 wurde Katajun Amirpur als Rektoratsbeauftragte für Rassismuskritik an der Universität zu Köln ernannt.

## Positionen und Kontroversen
Die innenpolitische Situation in der Islamischen Republik Iran nach dem Sieg der Konservativen in der Parlamentswahl 2004 kommentierte Amirpur:
„Trotz der um sich greifenden Hoffnungslosigkeit gibt es einen wichtigen Grund, warum die Reformkräfte letztlich gewinnen werden und warum für das theokratische Staatsmodell die Zeit abläuft: Dem Iran ist im Laufe des langen Reformdiskurses die Gesellschaft abhanden kommen.“
Zur Debatte über muslimische Frauen und über Islamfeindlichkeit meinte Katajun Amirpur Ende 2005 in einem Interview:
„So richtig es ist, bestimmte Gesetze des Islams oder Manifestationen seiner Kultur als rückschrittlich zu brandmarken: Wer Muslimen beständig das Gefühl gibt, sie müssten sich ihrer Religion schämen, wird ihr Bedürfnis nach kultureller Selbstbehauptung verstärken.“
Zum Streit um die Mohammed-Karikaturen sowie zu der umstrittenen Papstrede von Regensburg bemerkte sie 2006:
„Man darf sich auf keinen Fall dem Diktat radikaler Muslime unterwerfen.“
Im März 2008 schrieb Amirpur in der Süddeutschen Zeitung, dass „die Gefahr einer Atommacht Iran, die zudem noch Vernichtungsphantasien gegenüber Israel hegen soll, künstlich heraufbeschworen wird, um einen Militärschlag gegen Iran zu rechtfertigen“. Ihre These machte sie an einer Äußerung des iranischen Präsidenten Mahmud Ahmadineschad fest, die er anlässlich der Teheraner Konferenz „Eine Welt ohne Zionismus“ am 26. Oktober 2005 tätigte und die von den „großen westlichen Nachrichtenagenturen“ falsch übersetzt worden sei. Die von Amirpur kritisierte englische Übersetzung, die vom staatlichen iranischen Rundfunk IRIB verwendet wurde und der sich viele Agenturen anschlossen, lautet: „Israel must be wiped off the map“ („Israel muss von der Landkarte gefegt werden“). Sie selbst übersetzte den Satz mit: „Dieses Besatzerregime muss von den Seiten der Geschichte […] verschwinden.“
Amirpur wurde für den Artikel teilweise heftig kritisiert. Die Islamwissenschaftlerin Mariella Ourghi warf ihr ebenfalls in der Süddeutschen Zeitung „Haarspalterei“ vor, da sich an „Sinn und Zielsetzung“ des Satzes nichts ändere. Der Publizist Henryk M. Broder widmete dem Artikel Amirpurs ein Kapitel in seinem Buch Vergesst Auschwitz – Der deutsche Erinnerungswahn und die Endlösung der Israel-Frage. Darin wirft er Amirpur vor, die „zahlreichen und wiederholten Drohungen des iranischen Präsidenten gegen Israel, dem ‚Krebsgeschwür‘, das ‚aus dem Körper entfernt werden muss‘, […] zu einem Übersetzungsfehler kleinzureden, obwohl sie es als Irankennerin besser wissen müsse“.

## Preise und Auszeichnungen
- 2016: Hamburger Lehrpreis für innovative Lehrleistungen für hohe fachliche und didaktische Kompetenz
- 2018: Preisträgerin des Toleranzringes der Europäische Akademie der Wissenschaften und Künste
- 2022: Reuchlin-Preis der Stadt Pforzheim[19]

## Publikationen
- Exilopposition als politischer Akteur, 2002.
- Die Entpolitisierung des Islam. Abdolkarīm Sorūšs Denken und Wirkung in der Islamischen Republik Iran. Ergon-Verlag, 2003, ISBN 3-89913-267-X.
- Gott ist mit den Furchtlosen. Schirin Ebadi und der Kampf um die Zukunft Irans. Herder-Verlag, Freiburg 2003, ISBN 3-451-05469-8.
- mit Ludwig Amman: Der Islam am Wendepunkt: Liberale und Konservative Reformer einer Weltreligion. Herder-Verlag, Freiburg 2006, ISBN 978-3-451-05665-9.
- Schauplatz Iran. Herder, 2004, ISBN 3-451-05535-X.
- Unterwegs zu einem anderen Islam – Texte iranischer Denker. Aus dem Persischen übersetzt und mit einer Einleitung versehen, Herder-Verlag, Freiburg 2009, ISBN 978-3-451-30309-8.
- Die Muslimisierung der Muslime. In: Hilal Sezgin (Hrsg.): Manifest der Vielen. Deutschland erfindet sich neu. Blumenbar, Berlin 2011, ISBN 978-3-936738-74-2, S. 197–2004.
- mit Wolfram Weisse: Religionen – Dialog – Gesellschaft. Analysen zur gegenwärtigen Situation und Impulse für eine Theologie im Plural. Waxmann-Verlag, Münster 2015, ISBN 978-3-8309-3248-2.
- Der schiitische Islam. Reclam-Verlag, Stuttgart 2015, ISBN 978-3-15-019315-0.(books.google.de Teilansicht)
- Islam und Demokratie im Iran. Die Geschichte einer Aneignung. Auf: Qantara.de. 11. August 2016.
- Können Muslime gleichzeitig modern und authentisch sein? (Gastbeitrag bei sueddeutsche.de vom 4. Juli 2017, sueddeutsche.de).
- Reformislam. Der Kampf für Demokratie, Freiheit und Frauenrechte. 3. Auflage. Beck-Verlag, München 2019, ISBN 978-3-406-73688-9.
- MuslimInnen auf neuen Wegen. Interdisziplinäre Gender Perspektiven auf Diversität. Ergn-Verlag, Baden-Baden 2020, ISBN 978-3-95650-709-0.
- Khomeini. Der Revolutionär des Islam. Eine Biographie. Beck-Verlag, München 2021, ISBN 978-3-406-76873-6.
- mit Eckart Ehlers: Middle East and North Africa: Climate, Culture, and Conflicts. Brill-Verlag, Leiden 2021, ISBN 978-90-04-44445-4.
- Iran ohne Islam: Der Aufstand gegen den Gottesstaat. Beck-Verlag, München 2023,  ISBN 978-3-406-80306-2.[20]